# Herman M. Schwartz

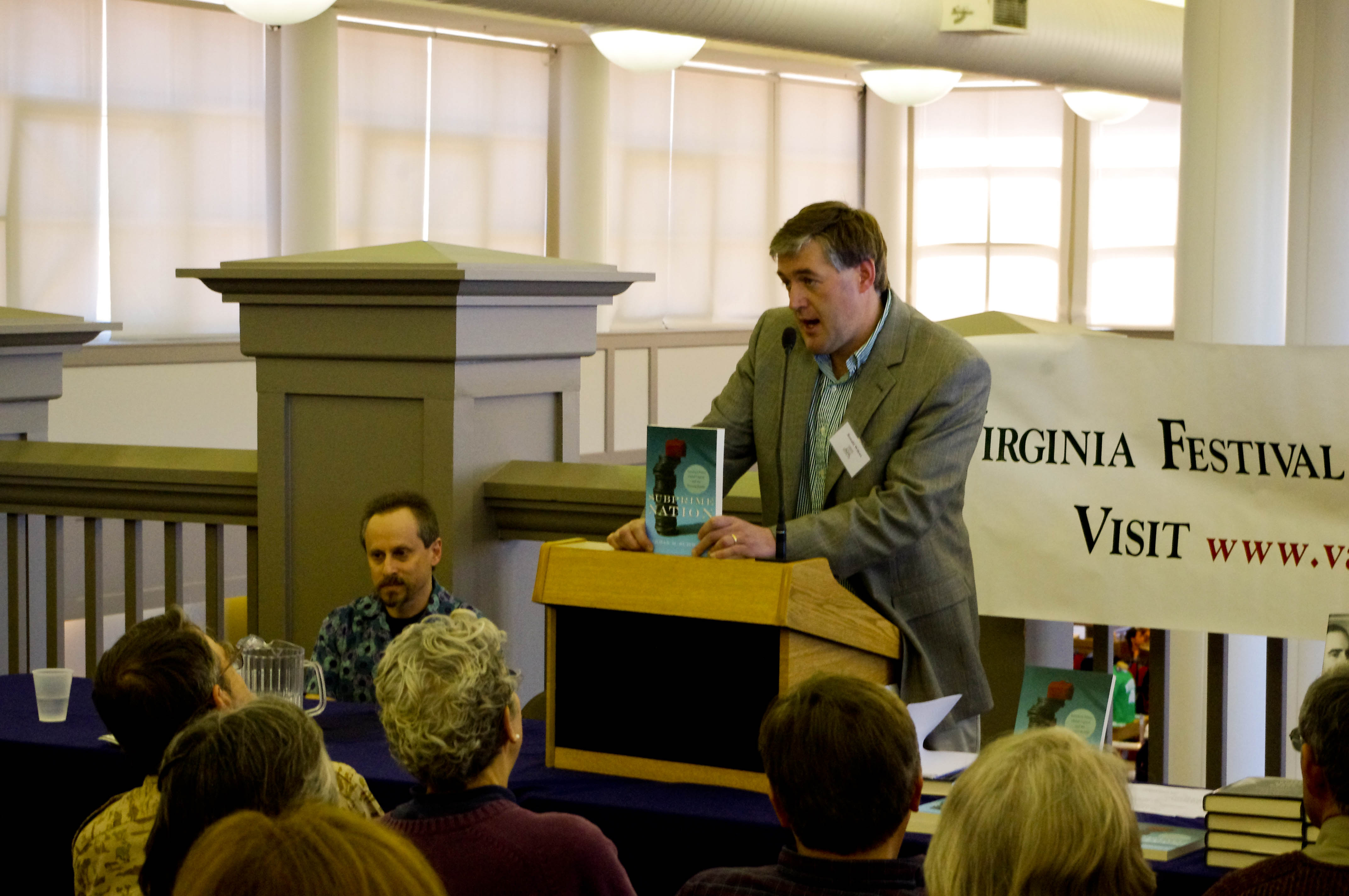
Schwartz (links) bei der Vorstellung von Subprime Nation auf dem Virginia Festival of the Book 2010.

Herman M. Schwartz (* 1958) ist ein US-amerikanischer Politikwissenschaftler. Er ist Professor an der University of Virginia.

## Leben
Schwartz studierte am Swarthmore College (B.A., 1980) und an der Cornell University (M.A., 1984; Ph.D., 1986). Von 1986 bis 1989 war er Juniorprofessor an der New School for Social Research. Seit 1989 ist er Professor an der University of Virginia. Er lehrt und forscht unter anderem zum Verhältnis staatlicher Politik zu den nationalen und internationalen Märkten, sowie zur globalen Wirtschaft, insbesondere zur Beschäftigungspolitik von europäischen Ländern und Australien im Vergleich zu Deutschland und den USA.

## Bücher (Auswahl)
Einige seiner Bücher erfuhren Übersetzungen ins Chinesische, Japanische und Koreanische.
- Subprime Nation: American Power, Global Finance and the Housing Bubble. Cornell University Press, 2009, ISBN 0-8014-7567-8.
- States vs. Markets: The Emergence of a Global Economy. Palgrave, 2009 (3. Auflage), ISBN 0-230-52128-2.
- The Politics of Housing Booms and Busts. Palgrave, 2009, ISBN 0-230-23081-4.
- In the Dominions of Debt: Historical Perspectives on Dependent Development. Cornell University Press, 1989, ISBN 0-8014-2270-1.